# O Hayat Benim
O Hayat Benim (Brasil: Minha Vida ) é uma telenovela turca produzida por Pastel Film e exibida pela versão turca do canal Fox. Foi transmitida entre 14 de fevereiro de 2014 e 2 de maio de 2017.
No Brasil, foram exibidas as duas primeiras temporadas em formato de telenovela pela Band, entre 17 de outubro de 2018 a 13 de julho de 2019 em 231 capítulos, substituindo Asas do Amor e sendo substituída pela novela portuguesa Ouro Verde.
Desde 26 de agosto de 2024, a novela está sendo disponibilizada gratuitamente no YouTube pela NOW (antiga FOX Turquia) com dublagem em português.

## Sinopse
Bahar (Ezgi Asaroglu) é uma jovem e ingênua garota que tem uma vida modesta em Istambul. Por dificuldades financeiras, ela abandona a escola e começa a trabalhar em uma confeitaria para ajudar sua família. Bahar é uma garota atenciosa, otimista e trabalhadora, enquanto sua irmã Efsun (Ceren Moray) é bem o oposto. Embora Bahar faça o possível para deixar sua irmã feliz, Efsun machuca Bahar propositalmente devido ao seu ciúme.
Embora Bahar tenha sido criada nesta família, ela não é a verdadeira filha daquela casa. Sua suposta mãe Nuran (Yesim Ceren Bozoglu), seu pai Ilyas (Suleyman Atanisev) e sua irmã Efsun são todos estranhos para ela. Na realidade, Bahar é filha de Mehmet Emir (Sinan Albayrak), que é um rico empresário. No entanto, esse fato foi ocultado por todos.
Anos atrás, o verdadeiro avô de Bahar não quis que sua filha se casasse com Mehmet Emir. Ele os separou e escondeu o fato de que sua filha estava grávida. Durante o parto, a mãe de Bahar morre. Depois disso, Bahar é entregue aos empregados da casa e é criada por eles. Esse segredo assombra o avô de Bahar pela maior parte de sua vida e se torna um fardo pesado em seus ombros. Ele decide contar tudo a Mehmet Emir, vai ao seu local de trabalho e diz a ele que tem uma filha que foi criada pelos empregados.
No entanto, em evento trágico acontece na casa de Bahar. Antes de revelar toda a verdade a Bahar, Yusuf sofre um acidente fatal. Nuran e Ilyas ficam nervoso e enterram o cadáver em seu jardim secretamente. Eles decidem não contar a Bahar sobre sua verdadeira família, em vez disso, querem que Efsun tome seu lugar. Eles começam a executar seu plano demoníaco e apresentam Efsun como a verdadeira filha de Mehmet Emir. Entanto, Bahar, sem saber de nada, continua sua vida modesta, Efsun começa uma nova vida que não lhe pertence.

## Elenco principal
- Ezgi Asaroğlu como Bahar
- Ceren Moray como Efsun
- Keremcem como Ates
- Yeşim Ceren Bozoğlu como Nuran
- Süleyman Atanısev como İlyas
- Sinan Albayrak como Mehmet Emir

## Dublagem
Dublagem realizada em Miami pelo estúdio Universal Cinergia Dubbing, com alguns dubladores de São Paulo.
| Personagem            | Dublador                |
| --------------------- | ----------------------- |
| Bahar                 | Ana Paula Apollonio     |
| Ates                  | Douglas Guedes          |
| Efsun                 | Bianca Castanho         |
| Nuran                 | Mariane Macedo          |
| Sultan                | Tina Roma               |
| Mehmet Emir           | Alexandre Teixeira      |
| Hulya                 | Alessandra Araujo       |
| Arda                  | Maycow Morais Rodrigues |
| Ylias                 | Roberto Leite           |
| Fulya                 | Mabel Cézar             |
| Edibe                 | Tonia Elizabeth         |
| Asim                  | Arnaldo Ribeiro         |
| Seçil                 | Danielle Merseguel      |
| Alp                   | Davi Moreira            |
| Muge                  | Tammy Alonso            |
| Hasan                 | Gilberto Cardoso        |
| Hatice / Nesse / Esma | Fabiana Alvarez         |